# József Farkas
József Farkas (* 17. března 1952 Budapešť, Maďarsko) je bývalý maďarský zápasník, reprezentant v zápase řecko-římském.
Dvakrát startoval na olympijských hrách, v roce 1976 na hrách v Montrealu v kategorii do 100 kg obsadil dělené sedmé místo a v roce 1980 na hrách v Moskvě v kategorii nad 100 kg vybojoval čtvrté místo. Třikrát startoval na mistrovství světa, jeho maximem bylo čtvrté místo z roku 1979. Na mistrovství Evropy vybojoval třikrát bronzovou medaili a jednou skončil na čtvrtém místě, vše v kategorii do 100 kg.